# Margaret Crawford
Margaret Crawford és una urbanista, historiadora d’arquitectura i catedràtica a la Universitat de Berkeley. S'ha especialitzat en el desenvolupament urbà dels Estats Units i la Xina, i és una de les grans expertes en les transformacions urbanístiques i socials del suburbi als Estats Units. En els estudis que du a terme, Crawford subratlla els nous usos i la revitalització que han viscut aquestes zones urbanes en les darreres dècades, fet que està donant lloc a un reequilibri territorial respecte del centre de les ciutats, històricament el nucli principal de la vida urbana. Ha coeditat diversos monogràfics, entre els quals destaquen dues edicions d’Everyday Urbanism (amb John Chase i John Kaliski, The Monacelli Press, 1999 i 2008), que han introduït i consolidat el concepte d’urbanisme quotidià, i Urbanization in China (amb Marco Cenzatti, Routledge, 2017). Ha col·laborat en els llibres Making Suburbia: New Histories of Everyday America (University Of Minnesota Press, 2015) i The Suburb Reader (Routledge, 2006). També és autora dels llibres Building the Workingman’s Paradise: The History of American Company Towns (Verso, 1995), un estudi dels municipis construïts per empreses i fàbriques per acollir-hi els treballadors entre finals del segle XVIII i principis del segle xx, i The Car and the City: Automobile, The Built Environment and Daily Urban Life (The University of Michigan Press, 1991).